# QWERTY
QWERTY е една от най-разпространените съвременни клавиатурни подредби при повечето англоезични компютърни и машинописни клавиатури. Името произлиза от първите шест букви, разположени на най-горния буквен ред на клавиатурата. Подредбата е патентована в САЩ от Кристофър Шолс през 1867 г., като правата за производство са продадени на Remington през 1873 г., когато за пръв път се появява при пишещите машини.

## История
Първият патентован модел на пишещата машина на Шолс, разработен заедно с приятелите му Карлос Глидън и Самюъл Соул е бил с 2 реда клавиши. Твърди се, че това е първата пишеща машина, при която скоростта на писане изпреварва тази на писането на ръка.
| - 3 5 7 9 N O P Q R S T U V W X Y Z 2 4 6 8 . A B C D E F G H I J K L M |

Забелязва се липсата на „0“ и „1“, които дълго време се считали за излишни производствени разходи, тъй като е можело да се заместят с „O“ и „I“:
През 1968 г. Шол променя подредбата на реда O-Z. През следващите 5 години Шолс се мъчи да подобри подредбата, като използва различни методи. Предполага се, че се е запознал с проучването на Еймос Денсмор за честотата на диграмите в английския език, тъй като е брат на спонсора му Джеймс Денсмор. Има предположения, че се е допитвал и до оператори в телеграфни агенции.
А през април 1870 г. стига до четири реда, премествайки гласните A, E, I, O, U и Y на горния ред:
| 2 3 4 5 6 7 8 9 - A E I . ? Y U O , B C D F G H J K L M Z X W V T S R Q P N |

През 1873 г. вече Remington представят нова подредба с прототип на нова пишеща машина:
| 2 3 4 5 6 7 8 9 - , Q W E . T Y I U O P Z S D F G H J K L M A X & C V B N ? ; R |

Малко преди да започне производството разменят местата на „.“ и „R“, като с това символично поставят началото на QWERTY:
| 2 3 4 5 6 7 8 9 - , Q W E R T Y I U O P Z S D F G H J K L M A X & C V B N ? ; . |

През 1878 г. Шолс подава нов патент за пишеща машина с подобрената подредба и някои допълнителни клавиши:
| 2 3 4 5 6 7 8 9 - , Q W E R T Y I U O P A S D F G H J K L M & Z X C V B N ? ; . ' |

Подредбата QWERTY става популярна с успеха на първата пишеща машина с големи и малки букви Remington No. 2 от 1878 г., включваща и клавиш Shift.
С времето от Remington правят още няколко промени докато се достигне до модерния вариант на подредбата:
| 1 2 3 4 5 6 7 8 9 0 - = Q W E R T Y U I O P [ ] \ A S D F G H J K L ; ' Z X C V B N M , . / |

## Спекулации
Популярна е например теорията, че подредбата на клавишите е умишлено подрбана с цел да се забави писането, като дори така се предотвратява заклещването или блокирането на копчетата-чукчета (на машинописните клавиатури) от прекалено бързо натискане. Това лесно може да се опровергае, като се проследи развитието на подредбата с времето. Тя добива този вид още преди дори да има прототип, което изключва възможността изобретателят да е имал възможност да установи какъв скрит механичен проблем може да има или пък да се увери, че го е решил. Освен това Шолс не е разработвал клавишна подредба сама по себе си, а цялостна пишеща машина и подредбата като част от нея, като се е опитвал да я усъвършенства за удобство. От друга страна опитни машинописци биха могли да постигнат проблемната скорост без значение на подредбата на клавишите, което всъщност прави това решение напълно неподходящо. Също така не трябва да се отбележи, че писането на механични пишещи машини в миналото е изисквало специфично движение на ръцете и усилие в пръстите (което обаче не е съвсем така за всички модели все пак, някои модели дори от по-старите пишещи машини имат улеснено устройство за писането). Това до голяма степен прави неподходящо сравенението с писане на компюрърна клавиатура, поради което по-късни разработки на алтернативни подредби претендиращи за по-бързо писане, по никакъв начин не доказват умишлено забавяне в QWERTY.

## Българска подредба
В България са разпространени предимно клавиатури с QWERTY подредба на латиницата. Обикновено на същите клавиши с друг цвят са нанесени буквите от кирилицата и други символи от клавиатурната подредба по БДС. В практиката обаче се използва и така наречената фонетична подредба, при която има звуково съответствие на някои букви от кирилицата и латиницата, като се основава на подредбата QWERTY.